# Alberuela de Tubo
Alberuela de Tubo é um município da Espanha na província de Huesca, comunidade autónoma de Aragão, de área 20,95 km² com população de 370 habitantes (2004) e densidade populacional de 17,66 hab/km².

## Demografia
| Variação demográfica do município entre 1991 e 2004 | Variação demográfica do município entre 1991 e 2004 | Variação demográfica do município entre 1991 e 2004 | Variação demográfica do município entre 1991 e 2004 |
| --------------------------------------------------- | --------------------------------------------------- | --------------------------------------------------- | --------------------------------------------------- |
| 1991                                                | 1996                                                | 2001                                                | 2004                                                |
| 439                                                 | 404                                                 | 364                                                 | 370                                                 |